# Première circonscription de Mekiet
La première circonscription de Mekiet est une des 135 circonscriptions législatives de l'État fédéré Amhara, elle se situe dans la Zone Nord Wollo. Sa représentante actuelle est Simegn Gebre Hiwot Kassa.